# تیم سباستین
تیم سباستین (انگلیسی: Tim Sebastian؛ زادهٔ ۱۷ ژانویهٔ ۱۹۸۴) بازیکن فوتبال اهل آلمان است.
از باشگاه‌هایی که در آن بازی کرده‌است می‌توان به باشگاه فوتبال لایپزیگ، باشگاه فوتبال هانزا روستوک، باشگاه فوتبال پادربورن، و باشگاه فوتبال کارلسروهه اشاره کرد.
وی همچنین در تیم ملی فوتبال جوانان آلمان بازی کرده‌است.